# Vicente Echeverría
Vicente A. Echeverría es un paraje rural ubicado a 20 km al noroeste de Rosario sobre la Ruta Nacional 34 en el Departamento San Lorenzo, Provincia de  Santa Fe en la República Argentina, a 166 km de la capital provincial. Su nombre recuerda al Doctor Vicente Anastasio Echevarría, político rosarino de destacada actuación en las décadas posteriores a la Revolución de Mayo, fallecido en 1857. Es dependiente de las localidades de Luis Palacios (al noroeste) y de Ibarlucea (al sudeste). La traza de la Ruta Nacional A012 pasa por el sur de su extensión.

## Historia
Nació alrededor de la estación que es parte del ramal Córdoba-Rosario del FC Belgrano. Habilitada por el FC Central Córdoba en 1891.

## Establecimientos educativos
CER nro. 367 - Escuela, EGB1, EGB2, EGB3. Pertenece a la educación pública estatal. (CP: 2142)
- Datos: Q16646073